# Айзенберг, Джесси
Дже́сси А́дам А́йзенберг (англ. Jesse Adam Eisenberg; род. 5 октября 1983, Куинс, Нью-Йорк, США) — американский актёр кино, телевидения и озвучивания, писатель, кинорежиссёр и сценарист. Лауреат премии BAFTA (2025). Двукратный номинант на премию «Оскар» (2011, 2025) и трёхкратный номинант на премию «Золотой глобус» (2011, 2025). Режиссёр фильмов «Когда ты закончишь спасать мир» и «Настоящая боль».

## Биография
Джесси родился в Куинсе, Нью-Йорк в еврейской семье выходцев из Украины и Польши. Его мать Эми Фишман работала клоуном, а отец Барри Айзенберг был администратором в больнице, позже занял должность профессора в колледже. У Айзенберга есть две родные сестры: старшая — Керри Ли и младшая — Хэлли Кейт — бывшая актриса детских ролей. Джесси рос в Куинсе и Нью-Джерси и посещал Ист-Брунсвикские государственные школы, позже перейдя на второй курс высшей школы. Первоначально Айзенберг хотел поступать в Нью-Йоркский университет, но передумал, чтобы завершить свою роль в фильме. Впоследствии он поступил в университет «Новая школа».
В 1996 году Джесси Айзенберг стал членом популярной музыкальной группы «The Broadway Kids» и выступал в бродвейских мюзиклах. В этом же году дебютировал на Бродвее в постановке «Лето и дым». В 1999 году, ещё учась в школе, получил роль в телевизионном сериале «Будь собой», где вместе с ним дебютировала актриса Энн Хэтэуэй. В 2001 году снялся в телевизионном фильме «Молния: Огонь с небес», за ним последовал независимый фильм «Любимец женщин», за роль в котором Джесси получил приз на кинофестивале в Сан-Диего как «Самый многообещающий новый актёр». Следующей работой Айзенберга стал фильм «Императорский клуб», вышедший в 2002 году.
В 2005 году снялся в фильме ужасов Уэса Крэйвена «Оборотни» и в независимой драме «Кальмар и кит». Следующие два года Джесси, в основном, работал в театре, а в 2007 году снялся вместе с Ричардом Гиром в триллере «Охота Ханта», в котором сыграл журналиста.
В 2009 году вместе с Кристен Стюарт сыграл в молодёжной комедии «Парк культуры и отдыха», премьера которой состоялась на кинофестивале «Сандэнс». В этом же году вышел комедийный фильм ужасов «Добро пожаловать в Zомбилэнд», принёсший Джесси большую популярность. В 2010 году вместе со своей сестрой Хэлли снялся в драме «Святые роллеры», где сыграл еврея-хасида. В этом же году вышел фильм «Социальная сеть», где актёр сыграл основателя сайта «Facebook» Марка Цукерберга. За роль в этом фильме Джесси был номинирован на премии «Золотой глобус» и «Оскар».
В качестве драматурга Айзенберг написал пьесы «Асунсьон» и «Ревизионист». В октябре 2011 года по пьесе «Асунсьон» был поставлен спектакль, в котором актёр сыграл одну из главных ролей вместе с Джастином Барта и Камиль Мена. В 2013 году по пьесе Айзенберга был поставлен спектакль «Ревизионист», где вместе с ним сыграла Ванесса Редгрейв. Помимо пьес Джесси пишет сатирические рассказы, которые публикует на сайте журнала The New Yorker и на сайте McSweeneys.net.
В 2011 году Джесси появился в качестве ведущего и приглашённой звезды в 13 эпизоде 36 сезона юмористического телешоу «Saturday Night Live». В 2012 году снялся в драме «Си-бемоль-кокос» и в комедии Вуди Аллена «Римские приключения». В 2013 году Джесси сыграл в криминальном триллере об иллюзионистах — «Иллюзия обмана». В 2015 году вышел комедийный боевик «Ультраамериканцы».
В 2016 году Джесси появился в новом фильме DC Universe — «Бэтмен против Супермена: На заре справедливости», в котором сыграл суперзлодея Лекса Лютора. В том же году повторил роль иллюзиониста Дэниела Атласа в «Иллюзия обмана 2».
В 2022 году состоялся режиссёрский дебют Айзенберга: вышел его фильм «Когда ты закончишь спасать мир». В 2024 году состоялась премьера ленты «Настоящая боль».

## Личная жизнь
Айзенберг является создателем сайта OneUpMe.com, специализирующегося на игре со словами. Его любимая музыкальная группа — Ween, в частности их альбом «Chocolate and Cheese».
C 2002 по 2012 год встречался с Анной Страут. С ней познакомился на съёмках фильма «Императорский клуб», где Анна работала ассистентом продюсера. С 2013 по 2015 год встречался с актрисой Мией Васиковской, партнёршей по фильму «Двойник».
В 2015 году снова вступил в отношения с Анной Страут. В декабре 2016 года у них родился сын Бэннер. В 2017 году пара поженилась.
Айзенберг имеет польско-еврейские корни по линии своей семьи, которая жила в Красныставе до Второй мировой войны, в то время как его жена имеет корни в Лодзи. В мае 2024 года он сообщил, что подал заявление на получение польского гражданства, как сообщается, чтобы помочь «создать лучшие отношения между евреями и поляками». Гражданство было предоставлено 4 марта 2025 года президентом Польши Анджеем Дудой в Нью-Йорке.

## Фильмография
| Год       |     | Русское название                                | Оригинальное название              | Роль                           |
| --------- | --- | ----------------------------------------------- | ---------------------------------- | ------------------------------ |
| 1999—2000 | с   | Будь собой                                      | Get Real                           | Кенни Грин                     |
| 2001      | тф  | Молния: Огонь с небес                           | Lightning: Fire from the Sky       | Эрик Доббс                     |
| 2002      | ф   | Любимец женщин                                  | Roger Dodger                       | Ник                            |
| 2002      | ф   | Императорский клуб                              | The Emperor's Club                 | Луи Масоуди                    |
| 2004      | ф   | Таинственный лес                                | The Village                        | Джеймисон                      |
| 2005      | ф   | Кальмар и кит                                   | The Squid and the Whale            | Уолт Беркман                   |
| 2005      | ф   | Оборотни                                        | Cursed                             | Джимми Майерс                  |
| 2007      | ф   | Образование Чарли Бэнкса                        | The Education of Charlie Banks     | Чарли Бэнкс                    |
| 2007      | ф   | Живущий след                                    | The Living Wake                    | Миллс Хоакин                   |
| 2007      | ф   | Каждый день, как дождь                          | One Day Like Rain                  | Марк                           |
| 2007      | ф   | Охота Ханта                                     | The Hunting Party                  | Бенджамин Штраус               |
| 2009      | ф   | Парк культуры и отдыха                          | Adventureland                      | Джеймс Бреннан                 |
| 2009      | ф   | Добро пожаловать в Zомбилэнд                    | Zombieland                         | Коламбус                       |
| 2009      | ф   | Сексоголик                                      | Solitary Man                       | Дэниел Честон                  |
| 2009      | кор | Вне границ                                      | Beyond All Boundaries              | Фиске Хэнли/Бенджамин Маккинни |
| 2009      | кор | Некоторые парни не уходят                       | Some Boys Don't Leave              | парень                         |
| 2010      | ф   | Святые роллеры                                  | Holy Rollers                       | Сэм Голд                       |
| 2010      | ф   | Лагерь надежды                                  | Camp Hell                          | Дэниел Джейкобс                |
| 2010      | ф   | Социальная сеть                                 | The Social Network                 | Марк Цукерберг                 |
| 2011      | мф  | Рио                                             | Rio                                | Голубчик                       |
| 2011      | ф   | Успеть за 30 минут                              | 30 Minutes or Less                 | Ник Дэвис                      |
| 2012      | ф   | Си-бемоль-кокос                                 | Why Stop Now                       | Эли «Моцарт» Блум              |
| 2012      | ф   | Бесплатные образцы                              | Free Samples                       | Текс                           |
| 2012      | ф   | Римские приключения                             | To Rome with Love                  | Джек                           |
| 2012      | с   | Новости                                         | The Newsroom                       | Эрик Нил                       |
| 2013      | ф   | Он гораздо популярнее тебя                      | He's Way More Famous Than You      | камео                          |
| 2013      | ф   | Иллюзия обмана                                  | Now You See Me                     | Джей Дэниел Атлас              |
| 2013      | ф   | Ночные движения                                 | Night Moves                        | Джош Стамос                    |
| 2013      | ф   | Двойник                                         | The Double                         | Саймон Джеймс/Джеймс Саймон    |
| 2014      | с   | Американская семейка                            | Modern Family                      | Ашер                           |
| 2014      | мф  | Рио 2                                           | Rio 2                              | Голубчик                       |
| 2015      | ф   | Конец тура                                      | The End of the Tour                | Дэвид Липски                   |
| 2015      | ф   | Громче, чем бомбы                               | Louder Than Bombs                  | Джона                          |
| 2015      | ф   | Ультраамериканцы                                | American Ultra                     | Майк Хауэлл                    |
| 2016      | ф   | Бэтмен против Супермена: На заре справедливости | Batman v Superman: Dawn of Justice | Лекс Лютор                     |
| 2016      | ф   | Светская жизнь                                  | Café Society                       | Бобби Дорфман                  |
| 2016      | ф   | Иллюзия обмана 2                                | Now You See Me 2                   | Джей Дэниел Атлас              |
| 2017      | ки  |                                                 | Rio: Match 3 Party                 | Голубчик                       |
| 2017      | ф   | Лига справедливости                             | Justice League                     | Лекс Лютор                     |
| 2018      | ф   | Операция «Колибри»                              | The Hummingbird Project            | Винсент Залеский               |
| 2018      | с   | Штампованный в ракетке                          | Žigosani u reketu                  | владелец NBA                   |
| 2019      | ф   | Искусство самообороны                           | The Art of Self-Defense            | Кейси Девис                    |
| 2019      | с   | Прямой эфир перед аудиторией в студии           | Live in Front of a Studio Audience | Дэвид Брюстер                  |
| 2019      | ф   | Вивариум                                        | Vivarium                           | Том                            |
| 2019      | ф   | Zомбилэнд: Контрольный выстрел                  | Zombieland: Double Tap             | Коламбус                       |
| 2020      | ф   | Сопротивление                                   | Resistance                         | Марсель Марсо                  |
| 2021      | ф   | Дикий индеец                                    | Wild Indian                        | Джерри                         |
| 2021      | ф   | Лига справедливости Зака Снайдера               | Zack Snyder's Justice League       | Лекс Лютор                     |
| 2022      | с   | Флейшман в беде                                 | Fleishman Is in Trouble            | Тоби Флейшман                  |
| 2023      | ф   | Манодром                                        | Manodrome                          | Ральф                          |
| 2024      | ф   | Закат снежного человека                         | Sasquatch Sunset                   | отец                           |
| 2024      | ф   | Настоящая боль                                  | A Real Pain                        | Дэвид Каплан                   |
| 2025      | ф   | Иллюзия обмана 3                                | Now You See Me: Now You Don't      | Джей Дэниел Атлас              |